# Partecipanti alla Vuelta a España 2024
Elenco dei partecipanti alla Vuelta a España 2024.
La Vuelta a España 2024 è la settantanovesima edizione della corsa. Alla competizione hanno preso parte 22 squadre: le 18 con licenza UCI World Tour 2024 e 4 UCI ProTeam.
Ciascuna delle squadre è composta da otto ciclisti, per un totale di 176 accreditati alla partenza.

## Corridori per squadra
Nota: R ritirato, NP non partito, FT fuori tempo, SQ squalificato
| Team Visma-Lease a Bike | Team Visma-Lease a Bike | Team Visma-Lease a Bike | UAE Team Emirates     | UAE Team Emirates     | UAE Team Emirates     | Ineos Grenadiers                | Ineos Grenadiers                | Ineos Grenadiers                |
| ----------------------- | ----------------------- | ----------------------- | --------------------- | --------------------- | --------------------- | ------------------------------- | ------------------------------- | ------------------------------- |
| N°                      | Ciclista                | Clas.                   | N°                    | Ciclista              | Clas.                 | N°                              | Ciclista                        | Clas.                           |
| 1                       | Sepp Kuss               | 14°                     | 11                    | João Almeida          | NP 9ª                 | 21                              | Thymen Arensman                 | NP 11ª                          |
| 2                       | Edoardo Affini          | 119°                    | 12                    | Filippo Baroncini     | 66°                   | 22                              | Laurens De Plus                 | NP 10ª                          |
| 3                       | Robert Gesink           | 52°                     | 13                    | Isaac Del Toro        | 36°                   | 23                              | Kim Heiduk                      | 107°                            |
| 4                       | Steven Kruijswijk       | 19°                     | 14                    | Pavel Sivakov         | 9°                    | 24                              | Jhonatan Narváez                | 50°                             |
| 5                       | Cian Uijtdebroeks       | NP 15ª                  | 15                    | Jay Vine              | 57°                   | 25                              | Brandon Rivera                  | 95°                             |
| 6                       | Attila Valter           | 25°                     | 16                    | Adam Yates            | 12°                   | 26                              | Carlos Rodríguez                | 10°                             |
| 7                       | Wout Van Aert           | R 16ª                   | 17                    | Brandon McNulty       | 54°                   | 27                              | Óscar Rodríguez                 | 24°                             |
| 8                       | Dylan van Baarle        | R 2ª                    | 18                    | Marc Soler            | 41°                   | 28                              | Joshua Tarling                  | R 9ª                            |
| T-Rex QuickStep         | T-Rex QuickStep         | T-Rex QuickStep         | Lidl-Trek             | Lidl-Trek             | Lidl-Trek             | Decathlon AG2R La Mondiale Team | Decathlon AG2R La Mondiale Team | Decathlon AG2R La Mondiale Team |
| N°                      | Ciclista                | Clas.                   | N°                    | Ciclista              | Clas.                 | N°                              | Ciclista                        | Clas.                           |
| 31                      | Mikel Landa             | 8°                      | 41                    | Mattias Skjelmose     | 5°                    | 51                              | Ben O'Connor                    | 2°                              |
| 32                      | Kasper Asgreen          | 120°                    | 42                    | Giulio Ciccone        | R 10ª                 | 52                              | Bruno Armirail                  | 69°                             |
| 33                      | Mattia Cattaneo         | 23°                     | 43                    | Tao Geoghegan Hart    | 62°                   | 53                              | Clément Berthet                 | 20°                             |
| 34                      | James Knox              | 67°                     | 44                    | Patrick Konrad        | NP 11ª                | 54                              | Geoffrey Bouchard               | 108°                            |
| 35                      | William Junior Lecerf   | 44°                     | 45                    | Sam Oomen             | 33°                   | 55                              | Sander De Pestel                | NP 17ª                          |
| 36                      | Casper Pedersen         | 127°                    | 46                    | Mathias Vacek         | 61°                   | 56                              | Felix Gall                      | 29°                             |
| 37                      | Mauri Vansevenant       | 49°                     | 47                    | Otto Vergaerde        | 93°                   | 57                              | Victor Lafay                    | 109°                            |
| 38                      | Louis Vervaeke          | 59°                     | 48                    | Carlos Verona         | 32°                   | 58                              | Valentin Paret-Peintre          | 45°                             |
| Red Bull-Bora-Hansgrohe | Red Bull-Bora-Hansgrohe | Red Bull-Bora-Hansgrohe | Alpecin-Deceuninck    | Alpecin-Deceuninck    | Alpecin-Deceuninck    | Israel-Premier Tech             | Israel-Premier Tech             | Israel-Premier Tech             |
| N°                      | Ciclista                | Clas.                   | N°                    | Ciclista              | Clas.                 | N°                              | Ciclista                        | Clas.                           |
| 61                      | Primož Roglič           | 1°                      | 71                    | Kaden Groves          | 100°                  | 81                              | Michael Woods                   | NP 17ª                          |
| 62                      | Roger Adrià             | 43°                     | 72                    | Maurice Ballerstedt   | 126°                  | 82                              | George Bennett                  | 34°                             |
| 63                      | Giovanni Aleotti        | 38°                     | 73                    | Quinten Hermans       | 80°                   | 83                              | Marco Frigo                     | 53°                             |
| 64                      | Nico Denz               | FT 20ª                  | 74                    | Juri Hollmann         | 96°                   | 84                              | Nadav Raisberg                  | 113°                            |
| 65                      | Patrick Gamper          | R 20ª                   | 75                    | Xandro Meurisse       | 55°                   | 85                              | Matthew Riccitello              | 30°                             |
| 66                      | Florian Lipowitz        | 7°                      | 76                    | Edward Planckaert     | 116°                  | 86                              | Riley Sheehan                   | 123°                            |
| 67                      | Daniel Martínez         | R 20ª                   | 77                    | Oscar Riesebeek       | 130°                  | 87                              | Corbin Strong                   | NP 18ª                          |
| 68                      | Aleksandr Vlasov        | 18°                     | 78                    | Luca Vergallito       | 105°                  | 88                              | Dylan Teuns                     | 74°                             |
| Lotto Dstny             | Lotto Dstny             | Lotto Dstny             | Groupama-FDJ          | Groupama-FDJ          | Groupama-FDJ          | EF Education-EasyPost           | EF Education-EasyPost           | EF Education-EasyPost           |
| N°                      | Ciclista                | Clas.                   | N°                    | Ciclista              | Clas.                 | N°                              | Ciclista                        | Clas.                           |
| 91                      | Lennert Van Eetvelt     | NP 12ª                  | 101                   | David Gaudu           | 6°                    | 111                             | Richard Carapaz                 | 4°                              |
| 92                      | Victor Campenaerts      | 111°                    | 102                   | Sven Erik Bystrøm     | 117°                  | 112                             | Rui Costa                       | R 5ª                            |
| 93                      | Thomas De Gendt         | 88°                     | 103                   | Kevin Geniets         | R 12ª                 | 113                             | Owain Doull                     | 118°                            |
| 94                      | Andreas Kron            | NP 7ª                   | 104                   | Lorenzo Germani       | 97°                   | 114                             | Darren Rafferty                 | 75°                             |
| 95                      | Arjen Livyns            | 91°                     | 105                   | Stefan Küng           | 39°                   | 115                             | James Shaw                      | 98°                             |
| 96                      | Sylvain Moniquet        | 110°                    | 106                   | Quentin Pacher        | 21°                   | 116                             | Harry Sweeny                    | 78°                             |
| 97                      | Eduardo Sepúlveda       | 86°                     | 107                   | Rémy Rochas           | R 16ª                 | 117                             | Rigoberto Urán                  | R 6ª                            |
| 98                      | Jonas Gregaard          | 77°                     | 108                   | Reuben Thompson       | 94°                   | 118                             | Jefferson Alexander Cepeda      | 46°                             |
| Movistar Team           | Movistar Team           | Movistar Team           | Bahrain Victorious    | Bahrain Victorious    | Bahrain Victorious    | Team Jayco AlUla                | Team Jayco AlUla                | Team Jayco AlUla                |
| N°                      | Ciclista                | Clas.                   | N°                    | Ciclista              | Clas.                 | N°                              | Ciclista                        | Clas.                           |
| 121                     | Enric Mas               | 3°                      | 131                   | Antonio Tiberi        | R 9ª                  | 141                             | Eddie Dunbar                    | 11°                             |
| 122                     | Jorge Arcas             | 112°                    | 132                   | Damiano Caruso        | NP 7ª                 | 142                             | Welay Berhe                     | NP 13ª                          |
| 123                     | Carlos Canal            | 70°                     | 133                   | Kamil Gradek          | 133°                  | 143                             | Alessandro De Marchi            | 125°                            |
| 124                     | Oier Lazkano            | 92°                     | 134                   | Jack Haig             | 22°                   | 144                             | Felix Engelhardt                | 103°                            |
| 125                     | Nelson Oliveira         | 73°                     | 135                   | Rainer Kepplinger     | R 9ª                  | 145                             | Chris Harper                    | R 11ª                           |
| 126                     | Nairo Quintana          | 31°                     | 136                   | Fran Miholjević       | 87°                   | 146                             | Mauro Schmid                    | 71°                             |
| 127                     | Einer Rubio             | 27°                     | 137                   | Jasha Sütterlin       | 121°                  | 147                             | Callum Scotson                  | NP 16ª                          |
| 128                     | Pelayo Sánchez          | R 15ª                   | 138                   | Torstein Træen        | 60°                   | 148                             | Filippo Zana                    | 56°                             |
| Arkéa-B&B Hotels        | Arkéa-B&B Hotels        | Arkéa-B&B Hotels        | Intermarché-Wanty     | Intermarché-Wanty     | Intermarché-Wanty     | Team DSM-Firmenich PostNL       | Team DSM-Firmenich PostNL       | Team DSM-Firmenich PostNL       |
| N°                      | Ciclista                | Clas.                   | N°                    | Ciclista              | Clas.                 | N°                              | Ciclista                        | Clas.                           |
| 151                     | Cristián Rodríguez      | 13°                     | 161                   | Louis Meintjes        | 28°                   | 171                             | Max Poole                       | 35°                             |
| 152                     | Élie Gesbert            | NP 8ª                   | 162                   | Vito Braet            | 81°                   | 172                             | Pavel Bittner                   | 115°                            |
| 153                     | Thibault Guernalec      | 132°                    | 163                   | Kobe Goossens         | NP 10ª                | 173                             | Chris Hamilton                  | 68°                             |
| 154                     | Simon Guglielmi         | 47°                     | 164                   | Arne Marit            | 122°                  | 174                             | Gijs Leemreize                  | 84°                             |
| 155                     | Laurens Huys            | 79°                     | 165                   | Tom Paquot            | NP 16ª                | 175                             | Enzo Leijnse                    | 129°                            |
| 156                     | Mathis Le Berre         | 76°                     | 166                   | Simone Petilli        | 90°                   | 176                             | Tim Naberman                    | 135°                            |
| 157                     | Łukasz Owsian           | 89°                     | 167                   | Lorenzo Rota          | NP 11ª                | 177                             | Martijn Tusveld                 | 63°                             |
| 158                     | Michel Ries             | R 13ª                   | 168                   | Rein Taaramäe         | R 18ª                 | 178                             | Julius van den Berg             | 131°                            |
| Cofidis                 | Cofidis                 | Cofidis                 | Astana Qazaqstan Team | Astana Qazaqstan Team | Astana Qazaqstan Team | Equipo Kern Pharma              | Equipo Kern Pharma              | Equipo Kern Pharma              |
| N°                      | Ciclista                | Clas.                   | N°                    | Ciclista              | Clas.                 | N°                              | Ciclista                        | Clas.                           |
| 181                     | Guillaume Martin        | 15°                     | 191                   | Lorenzo Fortunato     | 16°                   | 201                             | Urko Berrade                    | 42°                             |
| 182                     | Thomas Champion         | 82°                     | 192                   | Gleb Brusenskij       | 124°                  | 202                             | Pablo Castrillo                 | 64°                             |
| 183                     | Bryan Coquard           | R 8ª                    | 193                   | Gianmarco Garofoli    | 48°                   | 203                             | Jorge Gutiérrez                 | 99°                             |
| 184                     | Rubén Fernández         | NP 14ª                  | 194                   | Harold Martín López   | NP 10ª                | 204                             | Unai Iribar                     | 83°                             |
| 185                     | Ion Izagirre            | 37°                     | 195                   | Ide Schelling         | 134°                  | 205                             | Pau Miquel                      | 58°                             |
| 186                     | Jesús Herrada           | 85°                     | 196                   | Harold Tejada         | 40°                   | 206                             | José Félix Parra                | 17°                             |
| 187                     | Jonathan Lastra         | NP 13ª                  | 197                   | Santiago Umba         | 106°                  | 207                             | Ibon Ruiz                       | 101°                            |
| 188                     | Kenny Elissonde         | R 6ª                    | 198                   | Nicolas Vinokurov     | 128°                  | 208                             | Antonio Jesús Soto              | 114°                            |
| Euskaltel-Euskadi       |                         |                         |                       |                       |                       |                                 |                                 |                                 |
| N°                      | Ciclista                | Clas.                   |                       |                       |                       |                                 |                                 |                                 |
| 211                     | Txomin Juaristi         | R 20ª                   |                       |                       |                       |                                 |                                 |                                 |
| 212                     | Jon Aberasturi          | R 6ª                    |                       |                       |                       |                                 |                                 |                                 |
| 213                     | Xabier Berasategi       | 102°                    |                       |                       |                       |                                 |                                 |                                 |
| 214                     | Mikel Bizkarra          | 26°                     |                       |                       |                       |                                 |                                 |                                 |
| 215                     | Joan Bou                | 72°                     |                       |                       |                       |                                 |                                 |                                 |
| 216                     | Xabier Isasa            | 104°                    |                       |                       |                       |                                 |                                 |                                 |
| 217                     | Gotzon Martín           | 51°                     |                       |                       |                       |                                 |                                 |                                 |
| 218                     | Luis Ángel Maté         | 65°                     |                       |                       |                       |                                 |                                 |                                 |

## Ciclisti per nazione
Le nazionalità rappresentate nella manifestazione sono 33; in tabella il numero dei ciclisti suddivisi per la propria nazione di appartenenza:
| Numero ciclisti | Nazione                                                                                               |
| --------------- | --- |
| 32              | Spagna                                                                                                |
| 22              | Belgio                                                                                                |
| 17              | Francia                                                                                               |
| 16              | Italia                                                                                                |
| 12              | Paesi Bassi                                                                                           |
| 8               | Australia                                                                                             |
| 7               | Colombia, Germania, Gran Bretagna                                                                     |
| 5               | Danimarca                                                                                             |
| 4               | Austria; Ecuador, Stati Uniti                                                                         |
| 3               | Nuova Zelanda, Portogallo                                                                             |
| 2               | Irlanda, Kazakistan, Lussemburgo, Norvegia, Polonia, Rep. Ceca, Svizzera                              |
| 1               | Argentina, Canada, Croazia, Estonia, Etiopia, Israele, Messico, Russia, Slovenia, Sudafrica, Ungheria |

### Quadro d'insieme nazionalità e tappe
| Nazione       | Corridori partenti | Corridori arrivati | Tappe vinte                                     |
| ------------- | ------------------ | ------------------ | ----------------------------------------------- |
| Spagna        | 32                 | -                  | 4 (2 Pablo Castrillo, Marc Soler, Urko Berrade) |
| Belgio        | 22                 | -                  | 3 (Wout Van Aert)                               |
| Francia       | 17                 | -                  | -                                               |
| Italia        | 16                 | -                  | -                                               |
| Paesi Bassi   | 12                 | -                  |                                                 |
| Australia     | 8                  | -                  | 4 (3 Kaden Groves, Ben O'Connor)                |
| Colombia      | 7                  | -                  | -                                               |
| Germania      | 7                  | -                  | -                                               |
| Gran Bretagna | 7                  | -                  | 1 (Adam Yates)                                  |
| Danimarca     | 5                  | -                  | -                                               |
| Austria       | 4                  | -                  | -                                               |
| Ecuador       | 4                  | -                  | -                                               |
| Stati Uniti   | 4                  | -                  | 1 (Brandon McNulty)                             |
| Nuova Zelanda | 3                  | -                  | -                                               |
| Portogallo    | 3                  | -                  | -                                               |
| Rep. Ceca     | 2                  | -                  | 1 (Pavel Bittner)                               |
| Irlanda       | 2                  | -                  | 2 (Eddie Dunbar)                                |
| Kazakistan    | 2                  | -                  | -                                               |
| Lussemburgo   | 2                  | -                  | -                                               |
| Norvegia      | 2                  | -                  | -                                               |
| Polonia       | 2                  | -                  | -                                               |
| Svizzera      | 2                  | -                  | 1 (Stefan Küng)                                 |
| Argentina     | 1                  | -                  | -                                               |
| Canada        | 1                  | -                  | 1 (Michael Woods)                               |
| Croazia       | 1                  | -                  | -                                               |
| Estonia       | 1                  | -                  | -                                               |
| Etiopia       | 1                  | -                  | -                                               |
| Ungheria      | 1                  | -                  | -                                               |
| Israele       | 1                  | -                  | -                                               |
| Messico       | 1                  | -                  | -                                               |
| Russia        | 1                  | -                  | -                                               |
| Slovenia      | 1                  | -                  | 3 (Primož Roglič)                               |
| Sudafrica     | 1                  | -                  | -                                               |
| Totale        | 176                | -                  | 21                                              |